# Сятракасы (Сарабакасинское сельское поселение)
Сятракасы́ (чув. Ҫатракасси) — деревня в Чебоксарском районе Чувашии, административный центр Сарабакасинского сельского поселения.

## География
Расстояние до столицы республики — города Чебоксары — 19 км, до районного центра — посёлка Кугеси — 10 км, до железнодорожной станции 4 км. Деревня расположена при безымянном притоке реки Рыкша. 
Часовой пояс
Деревня Сятракасы, как и вся Чувашская Республика, находится в часовой зоне МСК (московское время). Смещение применяемого времени относительно UTC составляет +3:00.

## История
Жители: до 1724 года — ясачные, до 1866 года — государственные крестьяне; занимались земледелием, животноводством, кулеткачеством, лесозаготовкой. С 1913 года функционировала двухклассная земская школа. 
В 1920-е годы действовала промысловая артель по выработке рогожи и кулей. В 1928 году образован колхоз «Хочехмат». 
В документах 1920 года есть упоминания о деревнях: Мокшин-Хочахмат, Сарабакасы-Хочахмат, Пикшик-Хочахмат, Сятра-Хочахмат.
По документам Казанской губернии за 1806 год говорится, что в деревне Хочахматово 109 дворов, 262 мужчины и 291 женщина, и находится она в 16 верстах от Чебоксар. По церковным документам в 1910 году в деревне проживали 165 мужчин и 132 женщины.

## Название
- Оригинальное название на чувашском языке: Ҫатра́-Хочахма́т. Название деревни, вероятно, происходит от чувашского «Ахмат хуçа́» (хозяйство Ахмата).

Исторические и прежние названия
Исторические названия: Первая Хочехматова (Хоч-Ахмат), Хочетметева, Хочехматова. Прежние названия: Çатра-Хочахмат (1920). 

## Население
| 2010 | 2012 |
| ---- | ---- |
| 556  | ↘547 |

По данным Всероссийской переписи населения 2002 года в деревне проживали 506 человек, преобладающая национальность — чуваши (96%)

## Инфраструктура

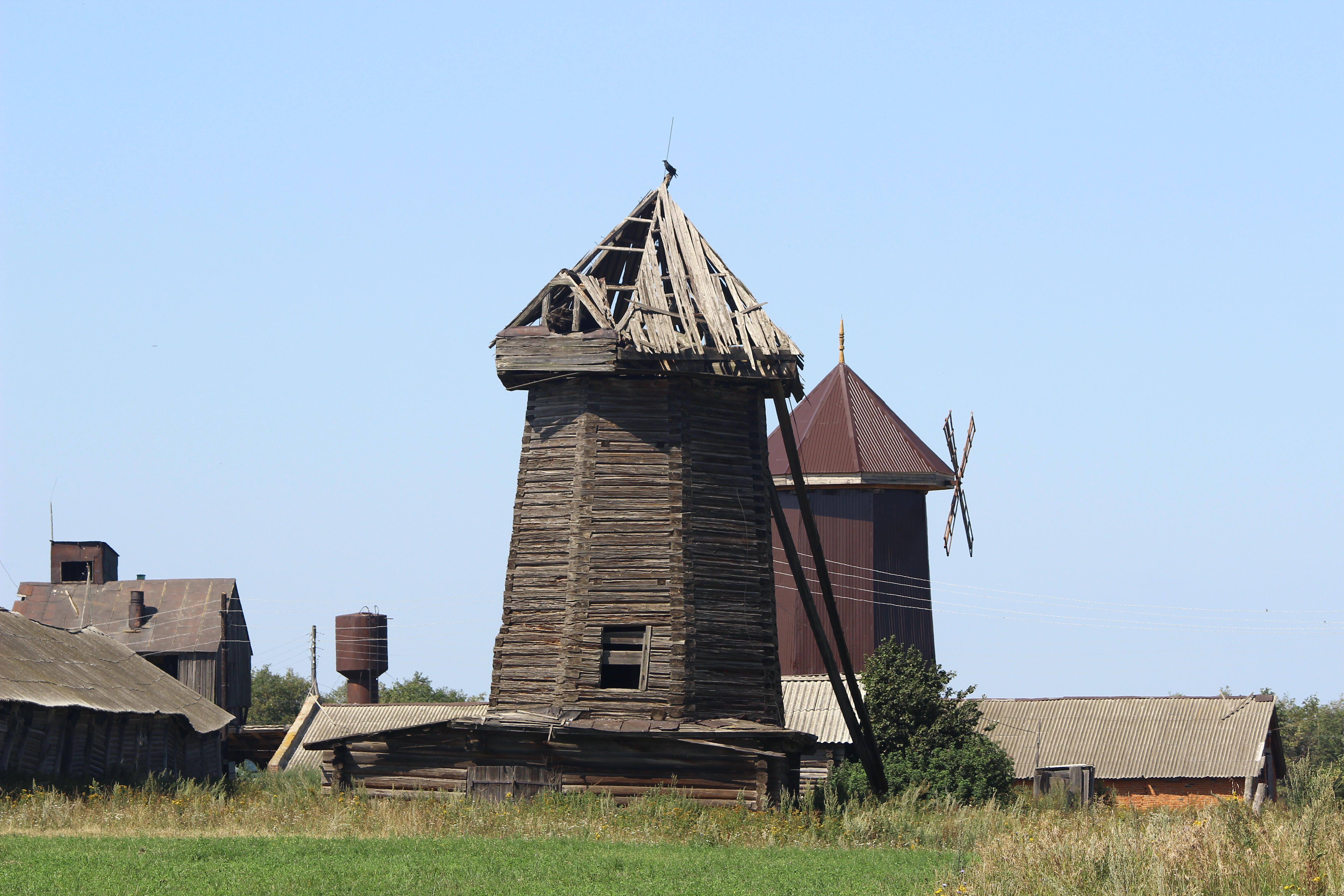
Ветряные мельницы Сарабакасинского сельского поселения

Функционирует КФХ «Чернуха» (по состоянию на 2010 год). Имеются школа, детский сад, фельдшерский пункт, клуб, библиотека, спортплощадка, отделение связи, 2 магазина.
Улицы: Дружбы, Зелёная, Луговая, Мира, Новая, Овражная, Полевая, Речная, Советская, Солнечная, Цветочная, Центральная, Школьная.

## Памятники и памятные места
- Памятник «Вечная слава воинам-односельчанам, павшим в боях Великой Отечественной войны 1941—1945 гг.» (ул. Центральная)[8].

## Достопримечательности
Сохранились остовы двух ветряных мельниц шатрового типа, построенных в начале XX века жителями соседней деревни Шоркино — крестьянами Степановыми.